# 小山田満月
小山田 満月（おやまだ まんげつ、1948年〈昭和23年〉3月24日 - 2018年〈平成30年〉3月21日）は、日本の元放送作家。元脚本家。日本脚本家連盟所属。元NSC東京校講師。本名は小山田 富夫（おやまだ とみお）。血液型はAB型。妻子あり。長男は俳優で音楽家の小山田織音。次男はWEBライターの小山田滝音。NHKの放送作家時代、親交が深かった人物として作家の滝大作がいる。福島県福島市出身。

## 来歴
1948年、福島県福島市に生まれる。福島県立福島高等学校を経て、成蹊大学を卒業。
1984年、NHKラジオ第一で放送が始まった公開歌謡・演芸番組『サンデージョッキー』の脚本を書く。その後、NHK教育番組で幼児向け番組を担当。1987年から放送された『ピコピコポン』。1989年から『やっぱりヤンチャー』。翌年、同番組のキャラクター及びキャストを増やし番組を一新した『ともだちいっぱい』を手掛ける。また、同作品を絵本にした『おおわらい星（ヤンチャーのだんぼうけん）』と『ぐんぐん元気星（ヤンチャーのだいぼうけん）』の2冊を出版した。
1996年、芸能プロダクション吉本興業が設立した養成学校NSC東京校で講師を務める（2009年まで）。卒業生のお笑い芸人を中心に構成された芝居一座吉本弁当座を結成。生徒には、森三中、ロバート、インパルス、オリエンタルラジオなどがいる。
2018年3月21日午前8時51分、出血性ショックのため神奈川県小田原市の病院で死去。69歳没。70歳の誕生日を迎える3日前の死であった。

## 主な脚本作品

### ラジオ番組
- サンデージョッキー（1984年〜2008年）

### テレビ番組
- ピコピコポン（1987年〜1991年）
- やっぱりヤンチャー（1989年〜1990年）
- ともだちいっぱい（1990年〜1995年）

## 著書
- おおわらい星 （NHKヤンチャーのだいぼうけん） （1992年）
- ぐんぐんげんき星 （NHKヤンチャーのだいぼうけん）  （1992年）